# Dunja Brozović Rončević
Dunja Brozović Rončević (Zadar, 23. srpnja 1960.), hrvatska jezikoslovka. Uža područja kojima se bavi jesu onomastika, povijesna toponimija, antroponimija, jezikoslovna antropologija, leksikologija i leksikografija.
Kći je hrvatskog jezikoslovca Dalibora Brozovića i hrvatske povjesničarke umjetnosti Nevenke Košutić Brozović.

## Životopis
Rođena je 1960. godine u Zadru. Od 1975. do 1978. pohađala je Opću gimnazija „Vladimir Nazor“ u Zadru, a 1978. Chapin School u New Yorku.
Studirala je u Zagrebu etnologiju i indologiju na Odsjeku za Opću lingvistiku i orijentalne studije Filozofskog fakulteta u Zagrebu. Diplomirala je 1983.
Iduće se godine zaposlila na Zavodu za lingvistička istraživanja Hrvatske akademije znanosti i umjetnosti na projektu Povijesni toponimijski rječnik Hrvatske.

Godine 1987. magistrirala je na Filološkom fakultetu u Beogradu s temom Pretkršćanski i kršćanski elementi u toponimiji jadranskoga područja Hrvatske. 

Romanistiku je specijalizirala 1990./1991. na Istituto di Glottologia u Padovi. 

Iduću je akademsku godinu bila stipendisticom na sveučilištu Harvard u američkom gradu Cambridgeu. Projekt Povijesni toponimijski rječnik Hrvatske je vodila 1991. – 1996. godine. 

Godine 1997. doktorirala je s temom Apelativi u hrvatskoj hidronimiji (Filozofski fakultet Sveučilišta u Zagrebu, mentor akademik Petar Šimunović) 

Od 2002. do 2006. opet je bila voditeljicom projekta Povijesni toponimijski rječnik Hrvatske.
Od 2002. surađuje na projektu Općeslavenski lingvistički atlas i Europski lingvistički atlas u Zavodu za lingvistička istraživanja HAZU. Od iste je godine članicom Upravnoga vijeća Međunarodnog onomastičkog odbora (ICOS-a) sa sjedištem u švedskoj Uppsali.
Suosnivačica je i zamjenicom voditelja Centra za jadranska onomastička istraživanja na Sveučilištu u Zadru, utemeljenog 2003. godine.
Od kraja 2003. do kraja 2011. godine bila je ravnateljicom Instituta za hrvatski jezik i jezikoslovlje. Vodi projekt Hrvatska jezična riznica. Član je suradnik - Razreda za filološke znanosti Hrvatske akademije znanosti i umjetnosti od 20. svibnja 2004., gdje je odbornicom u odborima za onomastiku, etimologiju i leksikografiju.
Godine 2005. predložila je i utemeljila studij Etnologija i antropologija pri zadarskom Sveučilištu. Iste je godine imenovana na temelju odluke Znanstvenoga vijeća Instituta članicom Vijeća za normu hrvatskoga standardnog jezika pri Ministarstvu znanosti, obrazovanja i športa RH.
Od 2005. do 2012. članica je Upravnoga vijeća Instituta za etnologiju i folkloristiku.
Uređuje nekoliko časopisa. Izvršna je urednica u časopisu Folia onomastica Croatica, a članicom je međunarodnog uredništva talijanskog časopisa Rivista Italiana di onomastica.
Predaje na sveučilištima u Zadru i Zagrebu.
Zajedno s kolegama s IHJJ-a, protivila se Velikom rječniku hrvatskog jezika Vladimira Anića, izjavivši da taj rječnik sigurno ne će pridonijeti njihovu opismenjivanju ako se htjelo svakomu učeniku učiniti dostupnim rječnik hrvatskoga jezika, bilo bi bitno bolje da se daruje Rječnik hrvatskoga jezika u izdanju LZ-a i Školske knjige, jer taj rječnik dosljednije poštuje normu hrvatskoga standardnog jezika, istaknuvši i kako nije jasno za koga je i s kojim ciljem taj priručnik rađen, nije vidljivo ni tko ga je radio, nije prošao nikakvu znanstvenu i stručnu provjeru, a rješenja koja nudi u suprotnosti su s rješenjima koja su službeno odobrena za uporabu u školama, ne zaboravivši ni spomenuti da taj rječnik na omotnici u naslovu ne piše ni kojega je jezika.
Bila je članica Vijeća za normu hrvatskoga standardnog jezika, stručnog tijela RH za skrb o hrvatskom standardnom jeziku, do raspuštanja Vijeća 8. svibnja 2012. po odluci ministra Jovanovića.
Od 2003. do 2013. bila je voditeljica Odjela za onomastiku i etimologiju Instituta za hrvatski jezik i jezikoslovlje. Od 2012. viša je znanstvena suradnica u Institutu za hrvatski jezik i jezikoslovlje. Od 1. listopada 2013. zaposlena je na Odjelu za etnologiju i kulturnu antropologiju Sveučilišta u Zadru gdje obnaša dužnosti v.d. pročelnice Odjela.

## Nastavna djelatnost
Predaje onomastičke kolegije na poslijediplomskim studijima Lingvistike na Filozofskome fakultetu u Zagrebu, na Hrvatskim studijima, na Sveučilištu u Rijeci i na Sveučilištu u Zadru.
Suvoditeljica je sveučilišnoga doktorskog studija Povijest i dijalektologija hrvatskoga jezika koji se izvodi u suradnji Filozofskoga fakulteta Sveučilišta u Rijeci i Instituta za hrvatski jezik i jezikoslovlje.
Predaje na Odjelu za etnologiju i antropologiju pri Sveučilištu u Zadru.
Sudjelovala je u izradbi međunarodnoga Tempus projekta poslijediplomskoga studija European Studies: Languages and Cultures in Contact (s D. Škara i L. Sočanac) pri Sveučilištu u Zadru.
Mentorica, predsjednica ili članica nekolicine povjerenstava za magisterije i doktorate na Sveučilištima u Zagrebu i Zadru.

## Znanstveni projekti
- 1991. – 1996. voditeljica projekta Povijesni toponimijski rječnik Hrvatske u Zavodu za lingvistička istraživanja HAZU
- 1996. – 2002. suradnica na projektu Onomastička istraživanja u Hrvatskoj (voditelj: akademik Petar Šimunović) u Institutu za hrvatski jezik i jezikoslovlje)
- 2001. – 2004. Tempus project „European Studies: Languages and Cultures in Contact“ pri Sveučilištu u Zadru (jedan od troje autora i suvoditelja projekta; voditeljica prof. dr. sc. Danica Škara)
- 2002. – 2006. voditeljica projekta Hrvatska povijesna toponimija u Zavodu za lingvistička istraživanja HAZU
- 2005. – 2006. voditeljica projekta Hrvatska jezična mrežna riznica u Institutu za hrvatski jezik i jezikoslovlje
- 2008.	PI HERA JRP Networking Grant „A study of mental similarities and differences of landscape approach in various linguistic regions in Europe by means of place names“
- 2007. – 2013. voditeljica projekta Onomastička i etimološka istraživanja hrvatskoga jezika u Institutu za hrvatski jezik i jezikoslovlje
- 2007. – 2013. voditeljica znanstvenoga programa Hrvatska jezična riznica u Institutu za hrvatski jezik i jezikoslovlje (13 projekata)
- 2007. – 2013. hrvatska predstavnica u Europskome lingvističkom atlasu na međunarodnome znanstvenom projektu Općeslavenski lingvistički atlas i Europski lingvistički atlas u HAZU (od 2009. voditelj akademik Petar Šimunović)
- Hrvatski jezikoslovni zemljopis[4]

## Časopisi
- glavna urednica časopisa Rasprave Instituta za hrvatski jezik i jezikoslovlje (Institut za hrvatski jezik i jezikoslovlje) od 2004. do 2012.
- glavna i odgovorna urednica časopisa Folia onomastica Croatica (HAZU)
- članica uredništva međunarodnoga časopisa Onoma (Leuven, Belgija)
- članica međunarodne redakcije časopisa Rivista Italiana di Onomastica (Rim, Italija)
- uredila niz knjiga, zbornika i rječnika raznih izdavača

## Ostala djelatnost
- predsjednica Odbora za onomastiku i Odbora za etimologiju, članica Odbora za leksikografiju i Odbora za dijalektologiju pri Razredu za filološke znanosti HAZU
- organizirala je ili bila član organizacijskoga odbora dvadesetak međunarodnih znanstvenih skupova
- članica je niza strukovnih i drugih organizacija i udruga (International Council of Onomastic Sciences, American Name Society, American Anthropological Association, Matica hrvatska, Hrvatsko filološko društvo, Hrvatsko društvo za jezične tehnologije i dr.)
- od lipnja 2007. do studenoga 2010. članica i zamjenica predsjednika Upravnoga odbora Nacionalne zaklade za znanost, visoko školstvo i tehnologijski razvoj Republike Hrvatske.

## Nagrade i priznanja
- 2013. Nagrada Grada Zagreba za „Školski rječnik“ (glavna urednica) u izdanju IHJJ i Školske knjige

### Knjige i uredništva knjiga
- Enciklopedija hrvatskih prezimena. S. Grgić, D. Boras, D. Brozović Rončević, D. Vitek (ur.), Zagreb : Nacionalni rodoslovni centar, 2008.
- Denominando il mondo: dal nome comune al nome proprio [Naming the World: From Common Nouns to Proper Names]. Dunja Brozović Rončević — Enzo Caffarelli (ur.). Quaderni Internazionali di RIOn 1, Società editrice Romana, Roma 2005.
- Deutsch-kroatisches Universalwörterbuch, (urednica). Nakladni zavod Globus – Institut za hrvatski jezik i jezikoslovlje, Zagreb 2005.
- Hrvatski enciklopedijski rječnik (Anić, V.; Brozović Rončević, D.; Goldstein, I.; Jojić, Lj.; Matasović, R.; Pranjković, I.), izd. Novi liber, Zagreb, 2002. (autor cjelokupnoga onomastičkog materijala)
- Rječnik novih riječi – Mali vodič kroz nove riječi i pojmove u hrvatskim glasilima. Izd. Minerva, Zagreb, 1996., 209 str. (suautorstvo: A. Gluhak, V. Muhvić-Dimanovski, L. i B. Sočanac)
- Uredila je i nekoliko svezaka Hrvatskog dijalektološkog zbornika (u izdanju HAZU) te nekoliko knjiga u izdanju Instituta za hrvatski jezik i jezikoslovlje.[5]